# Metagonia chiquita
Metagonia chiquita är en spindelart som beskrevs av Willis J. Gertsch 1977. Metagonia chiquita ingår i släktet Metagonia och familjen dallerspindlar. Inga underarter finns listade i Catalogue of Life.